# Антимонит
Антимонит, наричан още стибнит,  е сулфиден минерал с формула Sb2S3. Това е най-важният източник на металоида антимон. Понякога са възможни примеси на арсен, бисмут, олово, желязо, мед, злато и сребро.

## Свойства
Антимонитът образува кристали с орторомбична сингония. Кристалите са във формата на призми или иглички с вертикална щриховка по ръбовете, като могат да се образуват ветрилообразни друзи, влакнести или зърнести агрегати. Цветът му е оловносив със силен металически блясък, а твърдостта му по скалата на Моос е 2 – 2,5.

## Разпространение
Минералът се среща в хидротермални находища и често придружава реалгар, цинобър, аурипигмент, галенит, пирит, марказит, арсенопирит, сервантит, калцит, анкерит, барит и халцедон. Често може да се намери в антимоно-кварцови и антимоно-живачни жили.
Малките находища на антимонит са много, но големите находища са рядкост. Среща се в Канада, САЩ, Мексико, Перу, Япония, Китай, Германия, Румъния, Италия, Франция, Англия, и Индонезия (Борнео).
Най-големият антимонитов кристал тежи над 450 kg, открит е в Китай и може да се види в Американския музей за природна история.

## Приложение
Пасти от прах на Sb2S3 в мазнина или други материали се използват като козметика за очи още от 3000 г. пр. Хр. в Близкия Изток и близките региони. В тази си употреба антимонитът се нарича каял и се използва за потъмняване на веждите и миглите или за очна линия.
Намира приложение, също така, в пиротехниката като бляскава съставка. Използва се и в съвременните кибритени клечки. В миналото се е използвал и във фотографията със светкавица, но това му приложение е изоставено поради токсичността му и чувствителността му към статично електричество. В Древен Египет се е използвал като лекарство, което избистря зрението и козметика, която кара косата да расте.

## Галерия
- Антимонит в музея Карнеги.
- Антимонитови игли в калцитов кристал.
- Кръгъл агрегат антимонит в сидерит.
- Антимонитов кристал от Гуейджоу, Китай.
- Антимонит (Стибнит) от Солунско, Гърция, кол. Георги Бончев, Музей по минералогия, петрология и минерални ресурси към Софийския университет „Свети Климент Охридски“